# Монсараш, Алберту
Албе́рту де Монсара́ш (порт. Alberto de Monsaraz; 28 февраля 1889, Лиссабон — 23 января 1959, Лиссабон) — португальский поэт и политик, монархист и национал-синдикалист. Участник вооружённой борьбы против Первой республики. Один из лидеров и идеологов лузитанского интегрализма. Соратник Франсишку Ролана Прету в Движении национал-синдикалистов. Противник Антониу Салазара и Нового государства.

## Граф-монархист
Родился в семье состоятельного адвоката, монархического политика и известного поэта Антониу де Маседу Папанса. В 1884 году король Португалии Луиш I присвоил Антониу де Маседу титул виконта (1-й виконт де Монсараш), король Карлуш I в 1890 году — титул графа (1-й граф ди Монсараш). Графский титул унаследовал Алберту, именовался 2-й граф де Монсараш.
В 1906 году Алберту Монсараш поступил на юридический факультет Коимбрского университета. Был убеждённым националистом, монархистом и лузитанским интегралистом. Сотрудничал с рядом правых монархических изданий.

## Мятежник за монархию
Алберту Монсараш крайне враждебно отнёсся к республиканской революции 1910 года. Эмигрировал в Испанию, в Галисии примкнул к вооружённым формированиям монархиста Пайва Коусейру. Состоял в организации Causa Monarquia — Дело монархии, боровшейся за возвращение Мануэла II.
Активно участвовал во вторжении монархистов в Португалию 1911. После поражения от республиканских правительственных войск перебрался в Париж. Входил в круг Шарля Морраса.
В 1914 Алберту Монсараш вернулся в Португалию и примкнул к монархической оппозиции. Из личных средств финансировал монархические издания Nação Portuguesa, Ideia Nacional, Monarquia. В 1915 наконец окончил юридическое образование.
Весной 1916 года группа ведущих монархистов конституировала lвижение лузитанского интегрализма как организационную структуру. Алберту Монсараш вошёл в состав руководящего центрального совета. Редактировал газету Diário integralista da tarde — Интегралистский дневник.
В январе 1919 Пайва Коусейру поднял новый мятеж, объявив Северную монархию. Алберту Монсараш принял в нём активное участие. Он был одним из командиров монархических боевиков в лиссабонском Форте Монсанту. Мятеж был подавлен республиканцами, Монсараш получил тяжёлое ранение в бою с правительственными войсками.
Алберту Монсараш участвовал в дискуссиях между монархистами о путях реставрации монархии и правах претендентов на трон. Поддерживал Дуарте Нуно (герцог Браганса). Тесно сотрудничал с ведущими идеологами и политиками лузитанского интегрализма и португальского монархизма — писателем и историком Ипо́литу Рапозу, юристом и писателем Луишем де Алмейда Брагой, поэтом Антониу Сардиньей, публицистом Жозе Пекиту Ребелу. Все они были выпускниками юрфака Коимбрского университета и участниками мятежа Северной монархии.
Разногласия по династическим вопросам вынудили Монсараша в 1925 году выйти из организации лузитанских интегралистов.

## В национал-синдикалистском движении
Изучив работы Жоржа Сореля и Жоржа Валуа, Алберту Монсараш проникся идеями национал-синдикализма. Это сблизило его с Франсишку Роланом Прету (хотя Ролан Прету занимал более «левые», социально-популистские позиции). В 1932 Алберту Монсараш участвовал в создании Движения национал-синдикалистов (MNS). Занимал пост генерального секретаря MNS — вторая позиция после Ролана Прету.
Правительство Антониу Салазара, пришедшее к власти в 1932 году идеологически во многом совпадало с лузитанскими интегралистами, но не допускало никакой политической деятельности вне Национального союза. Это привело к конфликту национал-синдикалистов с властями. В июле 1934 Монсараш был арестован вместе с Роланом Прету и выслан в Испанию.
В эмиграции Алберту Монсараш придерживался ультраправых взглядов, близких к нацизму, позиционировался как сторонник Гитлера. Однако этот период продлился недолго. Вернувшись в Португалию в 1936, он отказался от этих позиций.

## Политика и поэзия
До конца жизни Алберту Монсараш выступал за реставрацию португальской монархии, оставался противником Салазара и Нового государства. Ненависть Монсараша к Салазару доходила до того, что он отказывался произносить имя премьера. Однако к тому времени Монсараш утратил политическое влияние.
Алберту Монсараш был известен также как поэт, продолжающий традицию парнасцев и своего отца.
Скончался Алберту Монсараш в 1959 году в возрасте 69 лет.

## Семья
Алберту Монсараш был женат, имел сына и дочь. Мария Флавия ди Монсараш — дочь Алберту Монсараша — известна как художница и астролог. Она придерживается левых взглядов (к которым пришла под влиянием Жорже Сампайю), сторонница идей Красного мая и Революции гвоздик.